# Vladimír Čermák (1921)
Vladimír Čermák (22. června 1921 – 29. června 1988) byl český fotbalista, reprezentant Československa. Za československou reprezentaci odehrál v roce 1952 dvě utkání proti Albánii, ve kterých byl reprezentací pověřen tým Sokol Stalingrad. Hrál za Sokol Stalingrad.